# Bahía del Oso Marino
La Bahía del Oso Marino es un accidente litoral ubicado en la costa centro-norte de la Provincia de Santa Cruz (Argentina). Se halla aproximadamente a 25 km en línea recta al sur de la ciudad de Puerto Deseado y a 35 km por carretera no pavimentada. A 3 km enfrente tiene la isla Pingüino. Se encuentra en la posición geográfica 47°55′S 65°47′O / -47.917, -65.783.

## Geomorfología
Se trata de una amplia bahía de arena de un kilómetro de extensión por 200 m de ancho. En sus extremos norte y sur se hallan grandes afloramientos porfíricos ignimbríticos que encierran la bahía. La punta ubicada en el extremo norte se llama Punta Norte, ubicada frente a la Isla Castillo y a 3 km de la Isla Pingüino. En el extremo sur se encuentra la Punta Azopardo, donde se halla una baliza.

## Historia
Antiguamente existían varias loberías de pinnípedos, aunque estas han desaparecido debido a la caza indiscriminada a la que fueron sometidos durante el siglo XIX y hasta mediados del XX. En sus costas se han producido varamientos y hundimientos de barcos a principios del siglo XX. También existen gran cantidad de sitios arqueológicos en sus cercanías, aunque los mismos se hallan muy alterados por saqueos producidos por turistas.

## Naufragios
En enero de 1874 la goleta Chubut encontró encallada y desarbolada una barca de 600 t en bahía del Oso Marino. Si bien se buscaron náufragos en las cercanías no se tuvo éxito en su búsqueda, por lo que continuó su viaje. En febrero volvió a buscar los náufragos desaparecidos, sufriendo averías en el timón, lo que la obligó a varias semanas en esta bahía.
El buque de pasajeros "Comodoro Rivadavia" de la compañía Línea Nacional al Sud encalló en bahía del Oso Marino el día 22 de febrero de 1903 durante un viaje que realizaba entre Río Gallegos y Buenos Aires. Durante el viaje transportaba lana y cueros. En el incidente se inundaron las bodegas y las salas de máquinas, aunque afortunadamente no hubo víctimas. El buque no pudo ser recuperado y fue desguazado poco a poco.
En la década de 1950, más precisamente el 13 de junio de 1952, desapareció frente a las costas de Bahía del Oso Marino el buque Lucho IV. Esta embarcación había embarcado en Puerto San Julián una carga de caolín, lana y troja (carga que llevaba sobre la cubierta, en este caso, tambores de nafta vacíos y dos automotores). Si bien se realizó una búsqueda que duró semanas, no se tuvo mayores noticias del barco, habiéndose encontrado sólo chalecos salvavidas, cascos con sebo ovino, tambores de nafta vacíos, barriles con agua, trozos de madera y salvavidas, uno con la inscripción "Lucho IV".

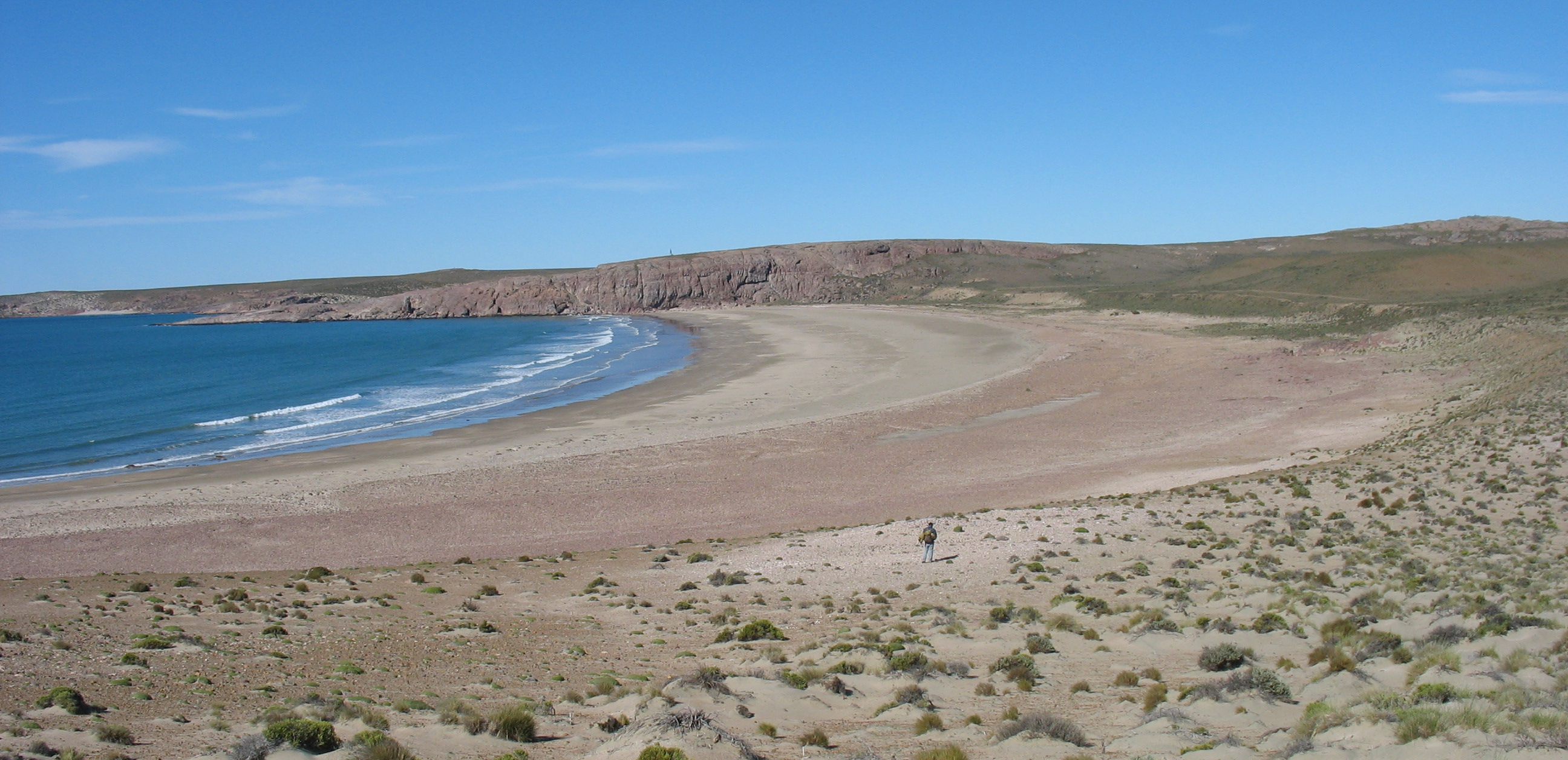
Vista de la playa de bahía del Oso Marino, al fondo se observa la Punta Azopardo donde se encuentra la baliza del mismo nombre.